# Eudora (Kansas)
Eudora is een plaats (city) in de Amerikaanse staat Kansas, en valt bestuurlijk gezien onder Douglas County.

## Demografie
Bij de volkstelling in 2000 werd het aantal inwoners vastgesteld op 4307.
In 2006 is het aantal inwoners door het United States Census Bureau geschat op 6027, een stijging van 1720 (39.9%).

## Geografie
Volgens het United States Census Bureau beslaat de plaats een oppervlakte van
5,2 km², waarvan 5,1 km² land en 0,1 km² water. Eudora ligt op ongeveer 281 m boven zeeniveau.

## Plaatsen in de nabije omgeving
De onderstaande figuur toont nabijgelegen plaatsen in een straal van 20 km rond Eudora.